# Кизер, Дитрих Георг фон
Дитрих Георг фон Кизер (нем. Dietrich Georg von Kieser; 24 августа 1779 — 11 октября 1862) — один из главных представителей натурфилософского направления в медицине.
Изучал медицину в Вюрцбурге и Гёттингене. С 1812 (с перерывом в 1814—1817, когда Кизер служил военным врачом и заведовал госпиталями) был профессором в Йене и читал лекции по внутренним болезням, затем заведовал хирургической и глазной клиникой, наконец (с 1847) — психиатрической. Кизер оставил много сочинений, относящихся к общим вопросам биологии и медицины, а кроме того, целый ряд специальных исследований по различным вопросам внутренних и глазных болезней. Наибольшей известностью пользовалась его книга, посвященная психическим заболеваниям («Elemente der Psychiatrik», 1855), написанная на основании собственных наблюдений и свободная от натурфилософских обобщений, играющих большую роль в его других работах. В 1817—1824 выпускал журнал «Архив животного магнетизма» (нем. Archiv für den thierischen Magnetismus).
Кизер был также общественным и политическим деятелем, членом парламента в Веймаре, а в 1844—1848 его вице-президентом.